# Laura Rus
Laura Rus (Bocșa, 1º ottobre 1987) è una calciatrice rumena, attaccante del Farul Costanza e della nazionale rumena.
In carriera ha ottenuto il titolo di capocannoniere della UEFA Women's Champions League al termine della stagione 2012-2013 con 11 reti segnate.

## Palmarès

### Club
- Campionato belga: 1

Anderlecht: 2019-2020
- Campionato danese: 1

Fortuna Hjørring: 2013-2014
- Campionato cipriota: 2

Apollōn Lemesou: 2011-2012, 2012-2013
- Coppa di Cipro femminile: 2

Apollōn Lemesou: 2011-2012, 2012-2013
- Supercoppa cipriota di calcio femminile: 2

Apollōn Lemesou: 2011, 2013

### Individuale
- Capocannoniere della UEFA Women's Champions League: 1

2012-2013 (11 reti)